# レッドビッキーズ
レッドビッキーズは、テレビ朝日系列で放送された、石森章太郎原作・東映制作のテレビドラマシリーズ。女監督と少年野球チームの活躍を描いた作品で、1978年から1982年にかけて以下の2シリーズが断続的に制作された。
以下、本文中における放送日程についてはいずれもテレビ朝日でのそれに準ずるものとする。
1. 『がんばれ!レッドビッキーズ』 - 1978年1月6日 - 12月29日（全48話）[1]
2. 『それゆけ!レッドビッキーズ』 - 1980年8月29日 - 1982年3月28日（全77話）[1]

## がんばれ!レッドビッキーズ
当初は1978年4月より、それまでも石森章太郎原作のテレビドラマの放映枠であった金曜19時台後半にて放送される予定であったが、前番組の『ロボット110番』が諸般の事情による早期終了のため、放映時期を繰り上げて同年1月からのスタートとなった。随所に石森章太郎の描いた止め絵（イラスト）が劇中で挿入され、登場人物の心情風景やドラマの状況を表現していた。この演出は、次作以降も踏襲された。
本シリーズの企画の元になったのは、当時ヒットしていたアメリカ製映画『がんばれ!ベアーズ』（1976年）で、リーグのお荷物と言われた弱小チームが努力を重ねて成長していく内容が共通している。これについては関連書籍でも言及がなされている他、石森プロにおける本作品の紹介でも、「和製「がんばれベアーズ」とも言われる」と明言されている。
本シリーズのメンバーは番組終了後も交流をもっており、2001年のファミリー劇場での再放送がきっかけとなり、シゲ役の鈴木雅之が幹事となって何回か同窓会も開かれている。その様子はジュク役の増田康好が運営していたホームページの掲示板でもまれに報告されていた。それでもレッドビッキーズのメンバー全員が集まることは難しく、数名は鈴木と連絡がとれていない状態とのことである。なおCS放送での再放送はその後2023年10月より、東映チャンネル（月曜17時-18時、翌週金曜6時-7時、毎週2本ずつ）で行われている。

### ストーリー
野球を人一倍愛する女子高生の江咲令子は高校の野球部でマネージャーを務めていたが、監督からの「女はベンチに入るな」という発言に反発して退部する。野球への愛着を捨て切れない令子は、少年野球チームを結成して自分自身が監督になることを思い立つ。
蕎麦屋の主人である長山をオーナーとして、近所の小学生たちを集めて結成された「レッドビッキーズ」は、初の試合では1アウトも取れずに30点を取られて、1回コールド負けをする。その後の試合も連敗続きとなり史上最弱とまで言われたチームを、リトルリーグの優勝チームに成長させていく。
「レッドビッキーズ」のチーム名の由来は、「女性監督だから赤」であること、「カエル」が柳の葉に飛びつこうと懸命に飛び跳ねる様子を見て平安時代の三蹟の1人に数えられるようになった小野道風の故事、原作者の石ノ森章太郎の出身地が東北地方であり、当地のカエルの方言が「びっき」であること、などなどの理由で命名された。
出演者への少年野球の技術指導は、ヤクルトスワローズに在籍し、28歳で現役を引退した荒川尭が務め、番組中にも登場した。
作中、メンバーの背番号とポジションは一致していないが、ジュク役の増田康好によれば、選手たちが自分の好きな番号を早いもの順で選んでいったからだという。たとえばノミさんの背番号が6なのは、演じる古見則彦が阪神ファンで当時好きだった選手の背番号が6だったからだという。

### 登場人物
（# の数字は背番号）
- 江咲令子（監督 #68）：林寛子[1]
  - 桜ヶ丘高校に通う高校2年生。野球部のマネージャーだったが、女だという理由だけでベンチ入りさえできないという理不尽さに反発し、少年野球チームのレッドビッキーズを結成。後に野球部も退部した。野球の理論には精通しているが、自分ではノックができない。セミロングの髪のサイドを三つ編みにしてチームのロゴマークと同じヘアアクセサリーをつけている[6][注釈 1]。
- 石黒正人（コーチ #12）：日吉としやす
  - 普段は大藤電器の工場で働く。かつてエースとして甲子園に出場して優勝し、巨人で投手としてプロ入りしたが[7]、すぐに肩を壊し、一軍にも上がれずに退団した。しかし、今も野球への情熱を捨て切れず、第1話の時点からレッドビッキーズの練習を見に来ていた。第2話で、練習を見ていた石黒が帰ろうとした時、車が泥濘にはまり動けなくなり、レッドビッキーズナインに押されて抜け出した時に、ノック練習を頼まれ、令子と子供たちの熱意に負け、コーチを引き受けた。大藤電器の車(日産チェリーキャブ)で練習場に来ている。故郷の鹿児島に母と妹が住んでいる。
- 長山茂造（オーナー #100）：深江章喜
  - 長山庵と言う蕎麦屋を営む野球好きの男。親馬鹿で息子のシゲを溺愛する。それもあり、シゲに期待をかけ過ぎてエリートスターズに無理に入団させようとして、シゲを悩ませたり、レッドビッキーズの石黒に反発して、レッドビッキーズの練習にシゲを参加させなかったりした事もあった。　野球用具は彼が提供している。出前をサボってノックすることが多いが、妻のよし子が「あんた!」と言ってやって来て、怒られるのが定番ギャグ。
- 江咲恵子（令子の母）：高田敏江
  - ブティックを営む。令子が野球に夢中になるのを苦々しく思ってはいるが、基本的には令子に優しい。
- 江咲幸一郎（令子の父）：柳生博
  - 建設会社に勤務し、物語開始時点ではエジプトに単身赴任していた。恵子と違って令子を応援し、レッドビッキーズを指導(フォーメーションプレイを定着させたり)したりジュリを入団させたりした。野球経験があり、高校時代は名ショートだった。また、初勝利した時には那須高原にレッドビッキーズナインを招待した。
- 荒川尭（石黒の高校時代の先輩）：荒川尭
  - 前述の通り本作品の野球指導も兼ねて、レッドビッキーズを指導する。

#### 選手たち
- ノミさん / 片瀬一郎（投手 #6）：古見則彦
  - レッドビッキーズのエースで、速球の持ち主。しかし気が弱く、それが原因でコントロールを乱して打たれてしまう。あだ名はその性格（ノミの心臓）に由来。第3話で弟が誕生。後にジュクの協力もあってユリカボールを習得する。また小杉百合香とも仲良くなる。打順は5番または6番。
- ジュク / 野川信一（捕手/キャプテン #2）：増田康好
  - 強肩のキャッチャー。チーム一の秀才で[7]、中学受験を控えて塾に通っており、塾と野球との両立に悩む。あだ名はそのことに由来。第27話からキャプテンに就任した。優等生タイプで自分のことよりも周りのことを考える傾向にあり、ノミさんがキャプテンに推したのはそのため。またその性格ゆえにキャッチャーを外されてショートに回された時には本音を押し殺して「ショートのままでいい」と言ってしまい、情緒不安定に陥ってしまった。打順は6番が多い。
- カリカリ / 島田 剛（一塁手 #1）：古川聡
  - 魚屋の父同様気が短く、あだ名はそのことに由来する。4番を打つことが多い。
- スタイル / 倉田恭介（二塁手 #8）：大野太
  - スパイクやユニフォームが汚れるのを嫌う。後半はあまり目立たなくなる。打順は8番。
- シゲ / 長山茂雄（三塁手 #3）：鈴木雅之
  - オーナーの息子。長嶋茂雄にちなんで名づけられたらしい。あだ名はその名前に由来する。オーナーの意向でサードになったが、それほどうまくはない。終盤でナッツのことを好きになる。打順は3番。
- ナッツ / 大山夏子（遊撃手 #4）：佐久間真由美
  - 第2話で入団。兄の明より野球のセンスが良いため、第1話では明から500円札1枚と引き換えに入団しないよう頼まれていた。入団後は明からショートのポジションを奪ってしまった。他にキャッチャー（第2話など）、ピッチャー（第3話、第34話）、サード（第21話）を守ったこともある。打順は俊足を生かして1番が多い。犬が苦手。
- ブラザー / 大山 明（左翼手 #5）：江村和紀
  - ナッツの兄であだ名はそのことに由来。技術はいまひとつで[7]、近眼で眼鏡をはずすと何も見えなくなってしまう。美少女には目がなく、ジュクのいとことデートしたこともある。打順は7番。
- センター / 川部 隆（中堅手 #9）：大柴学
  - 野球センスが良く、他チームから引き抜かれそうになったことがある。途中からゲン担ぎのために頬にバッテン型に絆創膏を貼るようになった[7]。母親には丁寧な言葉を使っている。打順は2番。
- トータス / 石川邦夫（右翼手→補欠 #10）：加藤森士
  - チーム最年少で小柄な体格。いつも小さなミドリガメを持ち歩いており、トータスと呼んでかわいがっている。あだ名はそのことに由来。小さいころに母が亡くなり、現在は自動車修理工場を営む父と二人で暮らす。なお、トータスは祭の縁日で母に買ってもらったもの。低学年だが野球センスは悪くない。ただし、試合中もトータスに夢中で球が飛んできても追わないのが欠点。また口癖はトータスを絡めたものが多い。ホームラン太郎入団により、ベンチに下がることが多くなるが、最終話では小柄な体格を利用してフォアボールをもぎ取り、レッドビッキーズ反撃のきっかけを作る。先発時の打順は9番。
- ペロペロ / 田島雄三（補欠 #7）：高柳裕之
  - いつもペロペロキャンディをなめており、あだ名はそのことに由来。そのためか太っている。のんびりした性格で野球は下手だが、その体格からか、当たればホームランになる。チーム初勝利の試合ではサヨナラヒットを打った。彼の父親は高名な柔道家だったが、交通事故で死亡。家は母(田島春恵)が理容店を営んでいる。彼も父譲りの腕で柔道が得意で、負傷したジュクに代わって捕手を務め、柔道を生かしたブロックで相手ランナーを吹っ飛ばしたこともある。第47話、「成るか？！決勝進出へ」では、対戦相手のエリートスターズピッチャーのストレート豪球をホームランで飛ばし決勝進出に貢献した。初めはユニホームズボンの裾を伸ばしていたが、後半では走り込みやすいように、裾を上げている。キャンディーをなめるのに夢中で球が飛んできても追わないのが欠点。
- ジュリ / 北原ジュリ（リリーフ投手 #11）：高橋直子
  - 第36話から登場。ハスキーボイスが特徴。父親は幸一郎と同じ会社に勤めており、幸一郎の紹介で入団した。サウスポーでカーブと速球が武器で中学生も打てないほどの切れがある。弱点はスタミナがないこと。またピアノを習っているために練習を休むことが多く、ナッツが反発したことがある。 なお、第36話のタイトルは当時流行していたピンク・レディーの歌「サウスポー」の歌詞にも掛けられている。先発時の打順は6番。
- ホームラン太郎 / 西郷太郎（補欠→右翼手 #13）：平井公彦
  - 第37話から登場。ホームランか三振かの強打者。あだ名は自分で名づけた。ボールよりも大きなおにぎりをよく食べ、弟の次郎がよくついてくる。自転車屋を営む父の勧めで入団した。先発時の打順は5番。
- 今井清 （テスト生・投手、背番号はなし）：中村肇

#### 選手の関係者
- 長山よし子（オーナーの妻、シゲの母）：九重ひろ子
  - 上述の通り、夫が店をサボるのは容赦しないが、レッドビッキーズの面々と仲が悪いわけではない。
- 片瀬八重子（ノミさんの母）：三好美智子
- 大山明治（ブラザー&ナッツの父）：肥土尚弘
- 大山春子（ブラザー&ナッツの母）：藤江リカ
- 田島雄次（ペロペロの父、劇中では故人）：山浦栄
- 田島春恵（ペロペロの母）:麻ミナ
- 石川達夫（トータスの父）:古川ロック
- 島田剛介（カリカリの父）：小鹿番
- 島田かな子（カリカリの母）：大坪日出代
- 島田みどり（カリカリの妹）：遠藤美絵
- 野川信吾（ジュクの父）：酒井郷博
- 野川千鶴子（ジュクの母）：芦沢孝子
- 倉田豪介（スタイルの祖父）：伊沢一郎
- 倉田さやか（スタイルの姉）：折原真紀
- 川部ふさ子（センターの母）：中真千子
- 北原信二（ジュリの父、幸一郎と同じ会社に勤務）：小美野欣二
- 北原美々子（ジュリの母）：高山真樹
- 西郷長一郎（ホームラン太郎の父）：守屋俊志
- 西郷次郎（ホームラン太郎の弟）：春日剛
- 石黒さと（コーチの母）：佐々木すみ江
- 石黒みゆき（コーチの妹）：宇井令子（第22話)、女鹿智子（第42話）
- 南田陽介（令子のいとこ）：佐藤公彦

#### 対戦相手
- 大安寺(バイキング監督)：岩城力也
- 野坂（モンキーズ監督）：畠山麦
- 弓田（ホワイトコンドル監督）：奥田英二
- 弓田貞治(ホワイトコンドルのエース)：曽我一貴
- 星野（エリートスターズ監督）：大下哲矢
- 森田（ハンマーズ監督）：成川哲夫
- 神雷太（ハンマーズの4番打者）：真弓幸三
- ノダ（スラッガーズ監督）：ヘイリイ・セヤウドル
- 小杉美鈴（ビューティースターズ監督）：森田あけみ
- 小杉百合香（ビューティースターズのピッチャー、ユリカボールを投げる）：神亜子
- ビューティースターズ選手：高橋直子（初期のみ）

#### その他
- 審判：三島一夫（本作品の技闘も兼任）
- 鶴岡（桜ヶ丘高校野球部監督）：相馬剛三（第1話、第2話）
- 桜が丘高校野球部員: 藤江喜幸 飯塚仁樹
- ストロングス立花監督（センターを引き抜こうとした）：鳥井助国
- ナレーター：中江真司
- 舘山寺ビューホテルの横田支配人(第16話、第17話)︰高原駿雄
- 日本舞踊先生（センターに踊りを教えた先生)︰若柳禄寿

### スタッフ
音楽を担当した京建輔は、前年に石森原作の特撮テレビドラマ『快傑ズバット』を担当した縁から石ノ森から直接オファーを受けた。ただし、打ち合わせで石ノ森と会ったことはなく、実際に会ったのは麻雀大会のときであったという。
- 連載: テレビランド、小学館学習雑誌、てれびくん
- プロデューサー：小泉美明（テレビ朝日）、阿部征司（東映）
- 脚本：放送日程参照
- 音楽：京建輔
- 音楽制作：あんだんて
- 撮影：内田安夫、いのくままさお、高梨昇、相原義晴
- 照明：高橋弘、石垣紘一、山口利雄、佐藤秀由紀、中川勇雄、竹田勝美、斉藤久
- 録音：上出栄二郎、織本道雄
- 美術：野本幸男、森田ふみよし、井上明、河村寅次郎
- 編集：山口一喜、成島一城、伊吹勝雄
- 記録：伊藤明子、石川和枝、宮本衣子、岩下美子、福島勇子、紀志一子
- 衣裳協力：虎印野球用品
- 進行：沼尾和典、久住正平、桐山勝
- 助監督：稲垣信明、加島忠義、青木弘司
- 効果：阿部作二
- 計測：小泉貴一、小林啓二、松井由守、斉藤健
- 装置：紀和美建
- 装飾：装美社
- 衣裳：鷹志衣裳
- 現像：東映化学
- 監督：放送日程参照

### 主題歌
オープニングテーマ「青春虹の橋」
作詞：石森章太郎 / 作曲・編曲：京建輔 / 歌：かおりくみこ、こおろぎ'73
第27話以降は映像が一新され、主要登場人物は役名とともにクレジットされるようになった。また歌詞テロップが廃された代わりに、選手は自身の映像に合わせて個別に紹介されるようになった。さらに38話からホームラン太郎とジュリの紹介カットが追加された。
エンディングテーマ「がんばれ!レッドビッキーズ」
作詞：八手三郎 / 作曲・編曲：京建輔 / 歌：こおろぎ'73、コロムビアゆりかご会
第27話以降は映像が一新。さらに38話からホームラン太郎とジュリのカットが追加された。

### 放送日程
| 放送回 | 放送日   | サブタイトル               | 脚本     | 監督     |
| ------ | -------- | -------------------------- | -------- | -------- |
| 1      | 01月06日 | 私は野球の女監督           | 上原正三 | 奥中惇夫 |
| 2      | 1月13日  | やっと取ったぞ！一点だ     | 上原正三 | 奥中惇夫 |
| 3      | 1月20日  | 快速球の誕生日             | 上原正三 | 奥中惇夫 |
| 4      | 1月27日  | 負けてたまるか妹に         | 上原正三 | 折田至   |
| 5      | 2月03日  | 突っ込めペロペロ           | 上原正三 | 折田至   |
| 6      | 2月10日  | お嫁においでよ             | 上原正三 | 奥中惇夫 |
| 7      | 2月17日  | 怒るな！カリカリ           | 鷺山京子 | 奥中惇夫 |
| 8      | 2月24日  | 帰って来た三番サード       | 鷺山京子 | 奥中惇夫 |
| 9      | 3月03日  | ジュクよ眠れ               | 上原正三 | 畠山豊彦 |
| 10     | 3月10日  | がんこな甲子園             | 上原正三 | 畠山豊彦 |
| 11     | 3月17日  | 狙われたセンター           | 伊上勝   | 奥中惇夫 |
| 12     | 3月24日  | 泣かないで！女監督         | 上原正三 | 奥中惇夫 |
| 13     | 3月31日  | 初勝利のプレゼント         | 上原正三 | 奥中惇夫 |
| 14     | 4月07日  | 魔球を投げる少女           | 上原正三 | 田中秀夫 |
| 15     | 4月14日  | 対決！ビューティースターズ | 上原正三 | 田中秀夫 |
| 16     | 4月28日  | キャンプで特訓！           | 伊上勝   | 奥中惇夫 |
| 17     | 5月05日  | ばんざい！チームワーク     | 伊上勝   | 奥中惇夫 |
| 18     | 5月12日  | パパ大好き！               | 鷺山京子 | 広田茂穂 |
| 19     | 5月19日  | 走れ！ナッツ               | 鷺山京子 | 広田茂穂 |
| 20     | 5月26日  | ジュクの変身               | 上原正三 | 畠山豊彦 |
| 21     | 6月02日  | シゲのファインプレー       | 上原正三 | 畠山豊彦 |
| 22     | 6月16日  | 負けないわ！お父さん       | 上原正三 | 奥中惇夫 |
| 23     | 6月30日  | どうする！？鬼コーチ       | 鷺山京子 | 奥中惇夫 |
| 24     | 7月07日  | まぼろしのテスト生         | 伊上勝   | 田中秀夫 |
| 25     | 7月14日  | ぬけだせ！スランプ         | 伊上勝   | 田中秀夫 |
| 26     | 7月21日  | 熱球をわが胸に             | 上原正三 | 田中秀夫 |
| 27     | 7月28日  | キャプテンは誰に           | 上原正三 | 奥中惇夫 |
| 28     | 8月11日  | ストップ！快速軍団         | 鷺山京子 | 奥中惇夫 |
| 29     | 8月18日  | 熱戦！最後の一球           | 伊上勝   | 広田茂穂 |
| 30     | 8月25日  | お父さんのプレゼント       | 鷺山京子 | 田中秀夫 |
| 31     | 9月01日  | しっかりして！キャプテン   | 上原正三 | 田中秀夫 |
| 32     | 9月08日  | ミジメ鳥兄ちゃん           | 上原正三 | 広田茂穂 |
| 33     | 9月15日  | 必勝！ありがとう作戦       | 鷺山京子 | 奥中惇夫 |
| 34     | 9月22日  | 倒せ！ビューティースターズ | 上原正三 | 奥中惇夫 |
| 35     | 9月29日  | さようなら！赤がえる       | 上原正三 | 田中秀夫 |
| 36     | 10月06日 | 私はピンクのサウスポー     | 上原正三 | 田中秀夫 |
| 37     | 10月13日 | おれはホームラン太郎       | 上原正三 | 奥中惇夫 |
| 38     | 10月20日 | 対決？ナッツとジュリ       | 鷺山京子 | 奥中惇夫 |
| 39     | 10月27日 | 富士山に向って打て！       | 上原正三 | 田中秀夫 |
| 40     | 11月03日 | ノミさんの友情             | 鷺山京子 | 田中秀夫 |
| 41     | 11月10日 | よみがえるサウスポー       | 鷺山京子 | 畠山豊彦 |
| 42     | 11月17日 | 石黒コーチの縁談           | 上原正三 | 畠山豊彦 |
| 43     | 11月24日 | おやじ大戦争               | 上原正三 | 奥中惇夫 |
| 44     | 12月01日 | 友情にアーチをかけろ       | 鷺山京子 | 奥中惇夫 |
| 45     | 12月08日 | 帰れ！ホームラン太郎       | 鷺山京子 | 広田茂穂 |
| 46     | 12月15日 | スパイ大作戦？！           | 鷺山京子 | 広田茂穂 |
| 47     | 12月22日 | 成るか？！決勝進出へ       | 安藤豊弘 | 田中秀夫 |
| 48     | 12月29日 | ビッキーズよ永遠に         | 上原正三 | 田中秀夫 |

### ネット配信
- YouTube「東映シアターオンライン」で、2022年12月1日から「据置枠」で第1・2話が常時無料配信されている[9][10]。

## それゆけ!レッドビッキーズ
同作品のうち、第52話までは前作に引き続きテレビ朝日を制作局としていたが、同作品の好評を受けての朝日放送の希望により制作が半年延長され、その延長分となる第53話以降は同局が制作を引き継いだ。これに伴い放送時間帯もそれまでの金曜19時台後半から、当時朝日放送の制作枠であった日曜19時台前半に移された。

### ストーリー（それゆけ!）
草野球で負け続けている小学生たちが、前シリーズのジュクと知り合い、以前のビッキーズのようなチームを作ろうと、同じような監督を探し求める。やがて、シンガーソングライターを目指す星野ゆかりを見つけ、頼み込んで監督になってもらい、なんとかチームの形は整えたけれど、なおも負け続ける。それでも、それぞれに経験を積んでいく。
その後、ゆかりは外国留学の都合で監督をやめることになり、第26話で高原樹理（ポパイ）が二代目監督となる。器械体操経験者の彼女は野球にも詳しく、選手らは以前と異なる指導に反発しながらも、やがてチームを育てていく。

### 登場人物（それゆけ!）
太字は前作（『がんばれ! レッドビッキーズ』）にも出演した俳優。以下、設定は「上原正三シナリオ選集」の記述に基づく。
- 星野ゆかり（初代監督 #30）：斉藤とも子（第1話～第26話）
  - シンガーソングライターを目指す短大生。小倉出身。ニックネームは「白雪姫」[12]。野球経験がまったくないことなどから監督就任を断っていたが、一度限りの条件で監督を引き受けた試合を通して「あの子たちの中に歌がある」ことに気付き、第2話で監督に就任する。後に試合を通して歌を作り、コンクールに優勝。その副賞として外国留学がついており、迷った挙句に留学を決意。樹理にチームを託して外国へと旅立った[注釈 4]。
- ポパイ / 高原樹理（2代目監督 #30）：山田由紀子（第25話～）
  - セオリーたちのいとこでカズヤと同年。予備校生で[12]、スポーツ万能の兄ナツキに憧れを抱き、彼の出た東都体育大学を受験するために焼津から上京。セオリーの家に下宿する。兄への憧れから志望校を一校に絞ったのが裏目に出て浪人する羽目になるが、その分、レッドビッキーズの指導に力を注いでいる。なお彼女もスポーツ万能であり、器械体操の他、相撲では同年のカズヤを投げ飛ばし、野球も「幼稚園のころから兄貴に鍛えられていた」ため、実技にも精通。その体格（かなりの筋肉質で女性としては大柄）から、主にカズヤからポパイとも呼ばれている。後にチームにも浸透する。それまでの女監督（令子、ゆかり）とは異なりノックもできる。ゆかりとの指導の違いから当初は反発を招いたが、徐々に皆に受け入れられていく。小さいころは病弱だったが、兄に鍛えられてスポーツ万能になった。予備校の成績はあまり良くなく、たびたび受験と監督業との両立が課題になったが、無事東都体育大学に合格することができた。苦手なものはお化け。
- イシさん / 石坂進（コーチ #60）：日吉としやす
  - トロケンの寿司屋で働く板前。甲子園に出場経験があることからコーチ役を買って出る。もっとも補欠で一度代打に出て凡退しただけである。寿司屋の仕事の合間を見て来るため、練習の時はねじり鉢巻きに板前の格好のままである。
- 野川信一（コーチ）：増田康好
  - 前作に登場したジュクの成長した姿。同作品では中学生になっている。子供たちによる選手募集のポスターを見た彼もレッドビッキーズの練習を手伝うことを申し出る。また女監督招聘を勧めたのも彼である。彼のみレッドビッキーズのユニフォームを着ていないが、これは受験が控えていたこともあって正式なコーチになるのを断ったため。選手より年長であることから「野川さん」と呼ばれており、クレジットも「野川信一」のみである。また選手には敬語を使っていないが、年上のゆかりや樹理たちには敬語で話している。

#### 選手たち（それゆけ!）
- トロケン / 小沢良（三塁手/キャプテン #5）：福田信義
  - けん玉が得意な少年。トロも好きなのでこのあだ名になった。くじ引きでキャプテンに選ばれた。当初はその熱意が空回りしていたが、徐々にキャプテンとしての自覚が出てくる。打順は5番。ホウレンソウやキュウリなどの野菜と豆腐が嫌いである。また父の金平に似たのか勉強嫌いで、特に算数が大の苦手。ただし、頭が悪いわけではなく、勉強すればできるようになるタイプである。ジュクは優等生タイプだったが、彼は父譲りの気風の良さでチームを引っ張っている。ただジュクとは異なりいたずら好きであり、よく悪だくみを思いついては実行する。レッドビッキーズ結成時の学年は小学5年生。
- イチャモン / 荒井まこと（遊撃手 #6）：長田恒義
  - 気が短く、すぐいちゃもんをつけてしまうため、このあだ名になった。主に3番を打つ。スポーツ万能だが、小さいころにボートから落ちておぼれたことがあり、それ以来、カナヅチになっていたが、樹理の指導で少し泳げるようになった。なお演じる長田恒義は前作では西郷次郎（ホームラン太郎の弟）の吹き替えも行っていた。レッドビッキーズ結成時の学年は小学5年生で、6年生の時はエキシャと同じクラス。
- セオリー / 岡田洋（二塁手 #4）：斉藤高広
  - 野球理論に精通。ただ少々理屈っぽく、やたらとセオリーにこだわるため、このあだ名になった。打順は2番。裕福な家庭に育ち、丁寧な言葉を使う。レッドビッキーズ結成時の学年は小学5年生。彼の家はメンバーのたまり場のようになっており、樹理が監督になってからはその傾向が増した。樹理と同居しているため、チームの内情を樹理に話す羽目に陥ることが多い。
- ミルク / 松島 明（投手 #1）：杉本親寛
  - 家業が牛乳屋のため、このあだ名になった。速球の持ち主でリトルリーグからスカウトされたこともある。打順は6番。中盤で樹理考案のミルクボールをマスターする。レッドビッキーズ結成時の学年は小学5年生。
- サッチン / 花村サチ子（一塁手 #3）：塚原美樹
  - 身だしなみに気を使い、暇さえあれば手鏡を見て三つ編みの髪を整えている。父親はおらず、母との二人暮らし。主に1番を打っている。レッドビッキーズ結成時の学年は小学5年生。
- エキシャ / 秋山 たけし（中堅手 #8）：鈴木敏基
  - 占いに凝っており、腕につけた自作の占いセンサーの結果（大吉、凶など）に基づいて行動する。なお占いセンサーは風水も考慮して方角も決められるようになっている。打順は7番か8番。母はおらず、父親との二人暮らし。美女に弱いが、好きになった相手は別の人（ミルク、トロケンなど）を好きになるパターンが多い。余裕を持って勉強を行っている。レッドビッキーズ結成時の学年は小学5年生。いつも余裕綽綽で勉強が大好き。
- ラクゴ / 大山三郎（捕手 #2）：剣弘紀
  - 落語が好きな巨漢のため、このあだ名になった。体重は小学校6年の時点で58キロ。口癖は「毎度ばかばかしい～」「～でやんす」。打順は7番か8番。両親はおらず、兄とアパートで暮らす。人参などの野菜が大の苦手。レッドビッキーズ結成時の学年は小学5年生。
- ナミダくん / 岩本時夫（右翼手 #9）：浜田研一郎
  - 泣き虫のため、このあだ名に。サッチンのことが好きで回り道して一緒に帰っている。裕福な家庭に育ったが、親に甘やかされ気味。野球はチームで一番下手で、打順は9番。レッドビッキーズの弱点はライトだとしばしば言われている。父親は仕事で外国を飛び回っているため、母親と二人で暮らしている。レッドビッキーズ結成時の学年は小学4年生。他のレギュラーメンバーより、1学年下である。
- モンタ / 高田文太（左翼手 #7）：長田義嗣
  - 甲子園を目指していた親友・ツトムの死が原因で野球をやめ、当初は入団を渋っていた。ゆかりに説得され、第3話で入団。彼が一番野球がうまく、入団後は4番を打っている。血液型はB型。レッドビッキーズ結成時の学年は小学5年生。なお演じる長田義嗣はイチャモン役の長田恒義の実の兄である。
- あや / 高田あや（補欠レフト #10）：鈴木雅美
  - モンタの妹。文三の姉。年少のため補欠になっている。血液型はO型でモンタや文三とは異なっている。兄とは異なり第1話から入団している。弟の文三をフォローすることが多い。第44話ではモンタが怪我したためナミダくんをレフトに回して彼女がライトで先発することになったが、プレッシャーで動けなくなり、足を引っ張ってしまう。第54話と第69話でも怪我した兄に代わって途中出場している。先発時の打順は9番。
- 文三 / 高田文三（補欠ライト #11）：竹本史明
  - モンタとアヤの弟。幼稚園に通っていたため補欠になっている。トカゲやカエル、そして虫などいろいろなペットをかわいがり、持ち歩いている。血液型はB型。彼も兄とは異なり第1話から入団している。中盤で小学校に上がる。ベンチにいることが多いが、第38話ではデッドボールを与えて動揺したミルクに代わってワンポイントリリーフで登板した。ケロケロの入団に伴いレギュラー争いが勃発したことから張り切り過ぎて練習をし過ぎて腱鞘炎になってしまい、見かねたモンタの進言などにより、第57話で退団することになった。なお、これは演じる竹本が幼稚園へ通うのを優先することになったために降板することになったからだという。退団後も何度か登場している。脚本ではペットマンというあだ名が紹介されているが、劇中でそう呼ばれたことはない。
- ケロケロ / 村井ミツル（外野の補欠 #12）：河原英二
  - 第53話から登場。小学校3年生の時から野球をはじめ、リトルリーグの経験もある。スタンドに飛んできたファウルを素手でとってしまうほど、野球はうまい。だが中学受験を控えて母親に強制的に野球をやめさせられたため、野球には複雑な思いを抱いており、レッドビッキーズに様々な嫌がらせを行った。それでも野球への未練を断ち切れず、神社にユニフォームを隠してこっそり独りで練習していた。事情を知った樹理と勝負して負け、泣きながら野球への未練を告白。第56話で入団した。その経緯と口の悪さから入団当初はチームの面々（特にイチャモン、エキシャ、ラクゴ）から反発を受けた。先発時の打順は5番。入団時の学年は小学6年生でトロケンらと同年。カエルが苦手で、ケロケロというあだ名は彼をからかうためにイチャモンらがつけた。なお、私立中学には無事合格した。
- ハナコ / 伊賀山花子（投手 #13）：川添菜穂美（現：愛河里花子）
  - 第68話から登場。サウスポーで武器はフラワーシュート。ノーコンだが、フラワーシュートでケロケロを打ち取ったほど、高い実力の持ち主。先発時の打順は6番。樹理に憧れてレッドビッキーズに入団した。両親は2歳のころに事故で亡くなり、祖父の手で育てられた。祖父の夢はハナコを女性初のプロ野球選手にすることだったため、男の子のような性格に育ってしまった。一人称は「俺」でスポーツ万能。喧嘩も強く、たった一人で尾上たち3人組と闘い、撃退してしまったほど。相撲も強く、巨漢のラクゴもかなわない。なお「女の子らしくしろよ」などと言われると、帽子をとって長い髪を見せ、わざと女の子らしい仕草をして「好きよ」と言い、ホッペにキスをしてしまう。その代わり、キスを要求されるとリンゴをくわえさせてきっぱり断る。弱点はネズミが嫌いなことで、絵を見ただけで動けなくなってしまう。家事は彼女が一人でこなしている。レッドビッキーズのメンバーで唯一オープニング・エンディング両方に登場しない。

#### 選手の関係者（それゆけ!）
- 星野団兵衛（ゆかりの祖父）：深江章喜
  - 「ひ孫の顔を早く見たい」と言い、ゆかりを小倉に帰らせるために上京。ゆかりが帰る気配を見せないため、そのままゆかりの住むマンションに居ついてしまう。そしてゆかりの力を疑問視した金平に対する意地もあり、ミイラ取りがミイラになり、ゆかりの監督業を応援するようになってしまう。なおレッドビッキーズのユニフォームの費用は彼が負担した。もっともゆかりに小倉に戻ってほしいという気持ちは変わっていない。第26話でゆかりと一緒に小倉に戻った。
- 星野ゆかりの父：天田俊明
  - 父の団兵衛同様、ゆかりに小倉に帰ってもらいたいと思っている。
- 星野ゆかりの母：三好美智子
  - 夫や義父とは異なり、ゆかりの考えを理解し、東京に残ってもいいと考えている。
- 高原ナツキ：大場順（第49・50・52・77話）
  - 樹理の兄。スポーツ万能で高校時代は野球部に入り、エースで4番。甲子園でも優勝した。しかし頭にデッドボールを受けたためにプロ入りを断念。東都体育大学に進学し、今は故郷の焼津で体育の教師をしている。ナミダくんのお父さんのプレゼントで御前崎に戻ってきた樹理に厳しい態度をとり、ついには厳しい特訓を課す。だがこれはデッドボールの後遺症が出た焦りと樹理への心配が高じての行動だった。特訓の途中で倒れてしまい、検査入院するが特に問題はなく退院。その後、最終回に登場し、レッドビッキーズを解散するところまで思いつめていた樹理に伊東へ行って休養することを勧めた。
- 樹理の母：三田登喜子（第49・50話）
  - 遠洋漁業の船の船長をしている夫の留守を守る。
- 小沢金平（トロケンの父）：小鹿番
  - 寿司屋「寿司金」を営む。野球好きでレッドビッキーズの監督になりたかったほど。そのためイシさんが仕事中に練習を手伝うのを黙認している。また野球への熱意が高じて樹理の指導方針に文句をつけて色々と動き、ついには親父チーム（ポジションは監督兼三塁手）を結成して対決したこともあった（結果はスタミナを消耗させる作戦に引っ掛かって動けなくなり、白旗を揚げて「判定負け」）。それでも懲りず、樹理の話題になると「これだから女監督はダメなんだ!」と言い、妻に怒られたり、イシさんやトロケンにたしなめられるのが定番になった。恋愛結婚だったらしく、名古屋の修業先から1週間に10通もラブレターを出したこともあったらしい。なおトロケンの両親はオープニングにも登場する。
- 小沢由美：九重ひろ子
  - トロケンの母。
- 岡田勇一：福岡正剛
  - セオリー、カズヤの父。子供たちや姪にあたる樹理の成長を暖かく見守る。金平率いる親父チームでは二塁についた。ゴルフ好きで初期のオープニングではパターの練習をしている。
- 岡田初江：高田敏江
  - セオリー、留美、カズヤの母。樹理の父とは兄妹である。野球に夢中で予備校の成績が悪い樹理のことを心配しているが、基本的には子供たちは優しい。
- 岡田留美：成瀬静江
  - セオリーとカズヤの姉。年の近いカズヤをよくからかう。バレーボールの選手で樹理にその話をしたこともある。なお演じる成瀬は前番組の「燃えろアタック」に内藤恵美（メソ）役で出演している。金平が親父チームを結成した時はサッチン同様、ファースト兼一番打者として駆り出されている。
- カズヤ / 岡田一也（セオリーの兄）：田中浩二
  - 彼もシンガーソングライターを目指しており、ゆかりに好意を抱いている。ゆかりがコンクールに合格した時は彼女の夢をかなえさせるため、樹理に監督就任を要請し、監督交代のきっかけを作った。なお第27話で6校目の滑り止めに合格し、晴れて大学生になった。樹理が上京してからは彼女をからかうことが多い。金平が親父チームを結成した時はナミダくんの父親が不在のためライトについた。またセオリーの家族は全員オープニングにも登場する。ただし、途中で演じる田中が降板したため、カズヤは第53話以降のオープニングから姿を消した。
- ミルクの父：守屋俊志
  - 牛乳屋を営んでいる。過保護なところがあり、息子のミルクは辟易している。中学時代に野球をしていたが、肩を壊してやめた過去がある。親父チームではピッチャーとして登板した。
- ミルクの母：斉藤礼和
- 大山のぼる（ラクゴの兄）：伊藤敏孝
  - おとぎ列車でSLの機関士をしている。ラクゴ同様少々太り気味。ラクゴがゆかりと結婚させようと画策したこともあったが、実は恋人（中島りつ子）がいた。親父チームではキャッチャーを守った。
- サッチンの母：中真千子
  - ブティックを営んでいる。
- 長谷川しげお（サッチンの伯父）：寺島達夫
  - サッチンの母の兄。茨城県に住んでいる。レギュラーで甲子園へ出場した経験があり、サッチンの憧れの的だったが、女のサッチンが野球をやることには否定的な見方をしていた。だが、100本ノックを受けるサッチンの姿を見て考えを改め、100本目は自分でノックした。なお、演じる寺島はプロ野球経験者で、ノックをするシーンにその片鱗が見られる。
- 荒井永吉（イチャモンの父）：山田光一
  - 八百屋を営んでいる。親父チームではショートを守ったが、彼が最初にスタミナ切れで動けなくなった。別名、ヤオキチ。
- 荒井よし：草村礼子
  - イチャモンの母。
- モンタ・アヤ・文三の父：沼田爆
  - 喫茶店を営む。親父チームではレフトについた。
- モンタ・アヤ・文三の母：麻ミナ
- 秋山ヒデノブ：青空球児
  - エキシャの父。トラックの運転手。彼も占いにこだわっており、悪い方角の時は回り道をしている。親父チームではセンターについた。松島出身。
- ナミダくんの母：宮本幸子
  - 過保護なところがあり、ナミダくんを甘やかし気味である。
- ケロケロの父：松本朝夫
  - 村井医院という病院の院長。
- ケロケロの母：小沢寿美恵（第56・60話）
  - 教育ママ。中学受験のため、ケロケロをリトルリーグから退団させた。猫をかぶったケロケロに騙され、彼が野球への未練を捨て切れていないことに気づいていなかった。そのため、当初ケロケロのレッドビッキーズ入団は彼女に伏せられていたが、それを知るや否や、ケロケロのユニフォームからロゴとペットマークをはがすという暴挙（しかも二度）に出、ケロケロを追い込んでしまう。だが幼かったころのケロケロは病弱で、彼女がつきっきりで世話したため、それを恩義に感じていた彼は母に何も言えないでいた。
- 村井シノブ：牛山蕗子
  - ケロケロの姉で中学生。ケロケロの野球に対する未練を見抜き、心配していた。ケロケロがレッドビッキーズに嫌がらせをする事情を樹理に話し、その上でケロケロ入団を直訴した。
- 村井家のお手伝い：鹿島みどり
- 伊賀山大助：伊沢一郎（第68・69話）
  - ハナコの祖父で接骨院を営む。両親のいないハナコを育て上げた。もっとも彼によると、「わしが養われた」とのことである。夢はハナコを女性初のプロ野球選手にすること。

#### 対戦相手（それゆけ!）
- ホワイトローズ監督：きくち英一（第2話、第14話）
- ヤングパワーズ監督：神谷政浩（第4話）
- ブラックサンダース監督：近藤卓也（第8話）
- ながやま（マリンスノーズ監督）：大地常雄（第19話）
  - 勘が冴えており、自分のカンピュータに基づいて采配を振る。しかし途中でやってきたゆかりの影響で邪念が入ったことから自慢のカンピュータに狂いが生じてしまい、サヨナラ負けを喫する。
- 村田（レディエンジェルス監督）：古田千鶴（第23話）
  - レッドビッキーズの選手にわざとチームのヘタな様子を見せ、油断させたうえでおだててコーチ役にし、その様子をビデオで撮影して弱点を研究するという作戦を立てて実行し、レッドビッキーズ、特にトロケンを苦しめる。だが最終回でトロケンが苦手のはずのインコース低めを闘志で逆転ホームランし、敗れる。
- 金井さちえ（レディエンジェルスキャプテン）：加藤陵子（第23話）
- 高山ケン（コンドルズ投手）：清水良英（第24話）
  - ミルクの幼馴染。レッドビッキーズと対戦することになったが、肘を痛めていた。それを高山の妹くみこ（安達美江）から聞いたミルクは苦悩する。
- ヤマト豊（ミラクルズ投手）：（第35・36・44話）
  - 魔球ヤマトファイヤーを武器に活躍する投手で打順は4番。魔球を投げる時にボールの握りを見る癖がある。ヤマトファイヤーでレッドビッキーズを抑えてみせると豪語し、試合では6回までレッドビッキーズを零封するが、ヤマトファイヤーを多投し過ぎ、さらに最終回、ついに完成したミルクボールで抑えられてしまったことにより動揺する。
- ディフェンサーズ監督：徳田雅之（第65話）
- 水島（サタンロケッターズ監督）：坂本裕（第69話）
  - 東都体育大学の学生で（合格すれば）樹里の先輩に当たる。前年の秋にサタンロケッターズを結成し、以来5戦5勝という成績を誇る。
- サタンロケッターズ選手：飯塚祐一、岩切章吾、大栗清史（第69話）
  - エースで四番の剣持ら3人がトロケン、イチャモン、エキシャ、ラクゴを待ち伏せ、賭けを持ちかける。その賭けとは、サタンロケッターズが負ければ自分たち3人が川に飛び込んで水中ショーをし、サタンロケッターズが勝てばジュリがサタンロケッターズ監督とデートをし、サッチンは自分たちとデートをするというもの。言葉巧みにトロケンらを挑発し、賭けは成立。その後、サタンロケッターズ脅威の戦績が判明し、トロケンらは苦悩する。

#### 前レッドビッキーズメンバー
- ノミさん / 片瀬一郎：古見則彦（第21話）
  - ミルクが肩を痛めたことを聞いたジュクがゆかりにひきあわせた。自分が肘を痛めて投げられなくなった時の経験（「がんばれ! レッドビッキーズ」第26話「熱球をわが胸に」）をゆかりに話す。なお、両方とも脚本を書いたのは上原正三である。
- シゲ / 長山茂雄：鈴木雅之（第40話）
  - ジュクが指導のために連れてきた。このころは技術が向上しており、高校一年でレギュラーの座をつかんでいた。

#### その他・ゲスト
- 審判：三島一夫（前作に引き続き同作品でも技闘も兼ねる。第2話～）
- 尾上：近藤克明、小林：秋葉伸実、赤井：杉本浩一
  - モンタがレッドビッキーズに入ったことが気に入らず、レッドビッキーズに様々な嫌がらせを行う。尾上がリーダー格でレッドビッキーズ結成時は中一。以下、レッドビッキーズ結成時の学年は小林が小六で赤井が小五。
- ゆかりの友人：三科千鶴子、喜代平有子
- まゆみ：岩田薫
  - 樹理と一緒に上京。樹理同様大学に落ち、明進予備校に通っている。
- ちよこ：沢田富美子
  - 樹理と一緒に上京。薬科大学に現役で合格し、通っている。
- 先生：青都潤吾
  - 小学校の教師で選手たちが5年生の時の担任。ゆかりに好意を抱いている。
- 高橋ツトム：宍戸勝（第3話）
  - モンタの親友で一緒に甲子園を目指していたが、交通事故で死亡。そのショックでモンタは野球をやめていた。
- 高林弘治：入江正徳（第5話）
  - クイーンレコードの制作部長。ゆかりの友達（彼女のおじが高林の知り合い）が彼にゆかりを紹介。ゆかりは試合当日にオーディションを受ける羽目に陥るが、これが大騒動に発展する。
- ゆり：生沼薫（第12話～第14話、第70話）
  - なぜか石坂を好きになり、レッドビッキーズの試合や練習に押しかけてくる。もっとも肝心の石坂はそうではないのでひたすら逃げ回っている。第70話で再登場。魚屋「魚忠」に勤めていることが明らかになり、恋敵のさゆりも登場して、騒動が勃発する。
- さゆり：千うらら（第70話）
  - ゆり同様、石坂のことを好きな女性。中華料理屋「珍来」に勤め、かなりの大柄。トロケンらがインタビューして収録した石坂のテープ（好みの女性について語っている）を偶然聞き、石坂に迫る。これにゆり、さらに特訓をサボりたいトロケンらが加わり、大騒動が勃発する。
- ：塩月徳子（第15話）
  - エキシャとミルクが知り合った少女。テニスプレイヤーを目指して練習している。エキシャは彼女のことを好きになるが、彼女の方はミルクのことが好きだった。そしてエキシャはミルクへのラブレターを託されてしまい、大いに悩む。
- 水島：平野康（第17話）
  - 団兵衛がゆかりのお見合い相手として連れてきた青年。初対面のゆかりにレッドビッキーズの監督業を「道楽」と言い放つ。だが一生懸命試合に取り組むレッドビッキーズの様子を見ていくうちに心境が変わり、自分の考えが浅はかだったことを悟った。なお、職業は大学病院に勤める医師で、大学時代は名ショート。野球の知識も豊富だった。
- ：大栗清史、金在勝利、青木弘和（第27話）
  - 樹理に反発し、グランドでユニフォームを脱ぎ、パンツ一丁になってチームをやめたイチャモン、エキシャ、ラクゴらの「代わり」に樹理が呼び寄せ、彼らのユニフォームを「受け継いだ」少年たち。
- 文三の同級生：広島祐治、工藤あかね、小方恵里加（第31話）
- 千賀子：北森久美（第36話）
  - ミルクとトロケンたちの同級生。ミルクは彼女のことが好きだったが、実はヤマト豊の従姉妹だった。未完成のミルクボールを見て、ヤマトファイヤーの方が凄い、と言ってしまう。
- 先生：平井一夫（第40・59・70話）
  - トロケン、セオリー、ミルク、サッチンらの小学校6年生の時の担任。いつもスーツを着ている。彼らの母親を呼びつけ、成績が低下していることを告げ、野球の練習を控えることを勧める。これが遠因となり、キャプテン交代騒動（学力テストで決めなおす）が勃発する。
- まさこ：好井ひとみ（第42話）
  - 樹理の友人で自動車の修理工。男にまじって活発に仕事をしている。ちょうどそのころ、男にまじって野球をしていたサッチンがそのことで陰険な嫌がらせを受けて悩んでいたため、樹理は彼女にひきあわせ、お花を習わせた。
- まさこの同僚：町田政則（第42話）
- 商店会会長村田：近藤宏（第51話）
  - 寿司金の所属する商店会の会長。レッドビッキーズの全国大会出場を喜び、大いに盛り上げようとする。
- 石森章太郎、高田繁（第53話）
  - いずれも本人役で特別出演。レッドビッキーズの試合を見ながら野球談議をする。
- 文三の担任：湖条千秋（第57話）
  - 文三が腱鞘炎になっていることを母親に告げ、学校生活に支障をきたすため野球を辞めるように忠告した。
- 北沢かおり：仙道敦子（第59話）
  - エキシャたちのクラスメイトで転校生。エキシャは彼女に恋してしまい、練習に身が入らなくなってしまう。トロケンはエキシャに頼まれてラブレターを代筆するが、これが思わぬ騒動の元になってしまう。なお、この回の題名は当時流行っていた「ハイスクールララバイ」の歌詞からとられ、さらに何度もこの歌が流れたり、トロケンたちが歌ったりしている。
- 先生：小野武彦（第59話）
  - イチャモンとエキシャのクラスの担任。ジャージを着ている。
- みどり：永浜三千子（第61話）
  - 第三小学校に通う小学5年生。街の体操クラブに通っていたが、器械体操の練習中の事故で足を骨折。既に完治している筈なのだが、精神的ショックが大きく、未だに松葉杖をついている。偶然知り合ったミルクは彼女を歩かそうと努力する。
- みどりの母：ひし美ゆり子（第61話）
- 江夏豊（第64話）
  - 本人役で特別出演。ケロケロの父と知り合いだったため、クリスマスイブの日にレッドビッキーズの指導に来ることになっていた。ところがアヤは練習に参加できなくなってしまう。
- 樹理の代理監督(?)：青空好児（第66話）
  - 大学受験が近づいたというのに予備校の成績が悪い樹理を心配した選手たちが招聘した。しかし、そのことに納得のいかない樹理と勝負してあっさり負けてしまい、その話は自動的になしになった。
- ナレーター：中江真司

### スタッフ（それゆけ!）
- 連載：テレビランド、てれびくん
- 制作：八田榮一（朝日放送・第53話より）
- プロデューサー：小泉美明（テレビ朝日・第52話まで）、辰野悦央（朝日放送・第53話より）、阿部征司、中曽根千治（東映）
- 脚本：放送日程参照
- 監督：放送日程参照
- 音楽：京建輔
- 音楽制作：あんだんて
- 撮影：いのくままさお
- 照明：石垣敏雄、中川勇雄、竹田勝美、吉岡伝吉
- 美術：宮国登、河村寅次郎、井上明
- 製作担当：市倉正男
- 進行：桐山勝、小原武羅夫、穂高一興、橋本鉄雄、塚本幸雄
- 助監督：坂本太郎、小笠原猛、加島忠義、北本弘
- 計測：内田正司、小泉貴一、斉藤健
- 編集：松谷正雄、伊吹勝雄、成島一城
- 録音：上出栄二郎、長井幹夫
- 選曲：石川孝
- 記録：石川和枝、栗原節子、高橋扶佐緒、福島勇子、内藤美子
- 効果：阿部作二→大泉音映
- 装置：紀和美建→東映美術センター
- 装飾：装美社
- 衣裳：鷹志衣裳
- 現像：東映化学
- 制作：（第52話まで）テレビ朝日・東映、（第53話から）朝日放送・東映
  - 朝日放送のクレジットは、1981年頃から使用の2代目後期ロゴで表示された。

### 主題歌（それゆけ!）
オープニングテーマ「やがて青春」
作詞：石森章太郎 / 作曲・編曲：京建輔 / 歌：日高美子
監督交代後の第27話以降は、ゆかりのカットが樹理のそれに差し替えられ、延長分の第53話以降は映像が全編一新された。
エンディングテーマ「好きさ好きさレッドビッキーズ」
作詞：八手三郎 / 作曲・編曲：京建輔 / 歌：こおろぎ'73、コロムビアゆりかご会
第53話以降は、ビッキーズのメンバーが青空教室で授業を受けるシーンがメインとなった。
挿入歌「私は、今…」
作詞：麻木かおる / 作曲・編曲：京建輔 / 歌：斉藤とも子

### 放送日程
| 放送回 | 放送日         | サブタイトル                         | 脚本     | 監督     |
| ------ | -------------- | ------------------------------------ | -------- | -------- |
| 1      | 1980年08月29日 | 女監督をさがせ                       | 上原正三 | 奥中惇夫 |
| 2      | 9月05日        | ここに私の歌がある                   | 上原正三 | 奥中惇夫 |
| 3      | 9月12日        | 文太を入団させろ                     | 上原正三 | 田中秀夫 |
| 4      | 9月19日        | エキシャ大当り！                     | 上原正三 | 田中秀夫 |
| 5      | 9月26日        | 初勝利へダッシュ！                   | 鷺山京子 | 田中秀夫 |
| 6      | 10月03日       | 女監督はどこへ？                     | 鷺山京子 | 田中秀夫 |
| 7      | 10月10日       | イチャモンとハンカチ                 | 上原正三 | 奥中惇夫 |
| 8      | 10月17日       | サッチンのキッスの味は？             | 上原正三 | 奥中惇夫 |
| 9      | 10月24日       | 甘ったれミルク！？                   | 鷺山京子 | 田中秀夫 |
| 10     | 10月31日       | 幻のコーチ                           | 鷺山京子 | 田中秀夫 |
| 11     | 11月07日       | 橋の下でひろった子                   | 上原正三 | 奥中惇夫 |
| 12     | 11月14日       | お笑い一席ホームラン！？             | 上原正三 | 奥中惇夫 |
| 13     | 11月21日       | 大吉負けるぞ大凶で勝て               | 上原正三 | 奥中惇夫 |
| 14     | 11月28日       | 涙ナミダの初優勝                     | 上原正三 | 奥中惇夫 |
| 15     | 12月05日       | ガールフレンドは大吉？！             | 鷺山京子 | 田中秀夫 |
| 16     | 12月12日       | キャプテン誕生？！                   | 鷺山京子 | 田中秀夫 |
| 17     | 12月19日       | 女監督が結婚するぞ                   | 上原正三 | 田中秀夫 |
| 18     | 12月26日       | モンタがサンタになる時               | 上原正三 | 田中秀夫 |
| 19     | 1981年01月09日 | おめでとう白雪姫                     | 上原正三 | 奥中惇夫 |
| 20     | 1月16日        | あやしいテスト生                     | 鷺山京子 | 奥中惇夫 |
| 21     | 1月23日        | その時天使の歌声が・・・             | 上原正三 | 奥中惇夫 |
| 22     | 1月30日        | サッチン女の意地だ！！               | 鷺山京子 | 奥中惇夫 |
| 23     | 2月06日        | 悪魔か天使かピンク軍団               | 上原正三 | 田中秀夫 |
| 24     | 2月13日        | 友情の熱投121球                      | 上原正三 | 田中秀夫 |
| 25     | 2月20日        | 二ツの優勝戦                         | 上原正三 | 田中秀夫 |
| 26     | 2月27日        | チーム解散か！？監督交代か！？       | 上原正三 | 田中秀夫 |
| 27     | 3月13日        | 新監督を追い出せ                     | 上原正三 | 奥中惇夫 |
| 28     | 3月20日        | 跳べ！野菜ジュースパワー             | 上原正三 | 奥中惇夫 |
| 29     | 3月27日        | グランドが消えた！                   | 鷺山京子 | 奥中惇夫 |
| 30     | 4月03日        | ナミダでつかんだ白球                 | 鷺山京子 | 奥中惇夫 |
| 31     | 4月10日        | 奪われたサインボール                 | 鷺山京子 | 田中秀夫 |
| 32     | 4月17日        | 新監督の賭け                         | 上原正三 | 田中秀夫 |
| 33     | 5月01日        | オヤジ軍団と大激突                   | 上原正三 | 田中秀夫 |
| 34     | 5月08日        | スカウトされたミルク！！             | 鷺山京子 | 田中秀夫 |
| 35     | 5月15日        | 魔球をあみだせ                       | 上原正三 | 奥中惇夫 |
| 36     | 5月29日        | ミルクボールは完成するのか！？       | 上原正三 | 奥中惇夫 |
| 37     | 6月05日        | とんだお見合い騒動                   | 鷺山京子 | 奥中惇夫 |
| 38     | 6月12日        | ちっちゃな大投手！                   | 富田祐弘 | 奥中惇夫 |
| 39     | 6月19日        | 結婚なんてまだ早い                   | 上原正三 | 田中秀夫 |
| 40     | 6月26日        | キャプテンと100点                    | 上原正三 | 田中秀夫 |
| 41     | 7月03日        | スターになった11人                   | 鷺山京子 | 田中秀夫 |
| 42     | 7月10日        | サッチンは男嫌い？！                 | 富田祐弘 | 田中秀夫 |
| 43     | 7月17日        | イチャモンの泣きどころ！？           | 鷺山京子 | 奥中惇夫 |
| 44     | 7月24日        | あやの先発出場                       | 上原正三 | 奥中惇夫 |
| 45     | 7月31日        | 全員野球対天才野球                   | 上原正三 | 奥中惇夫 |
| 46     | 8月07日        | お化けとポパイ                       | 鷺山京子 | 小笠原猛 |
| 47     | 8月14日        | 男一匹エキシャが行く                 | 上原正三 | 小笠原猛 |
| 48     | 8月21日        | ポパイ監督の青春                     | 富田祐弘 | 田中秀夫 |
| 49     | 8月28日        | 海とキャンプとふるさとと             | 上原正三 | 田中秀夫 |
| 50     | 9月04日        | 激突した兄と妹                       | 上原正三 | 田中秀夫 |
| 51     | 9月18日        | 出場辞退か？！全国大会               | 鷺山京子 | 奥中惇夫 |
| 52     | 9月25日        | はばたけ太陽に向って                 | 上原正三 | 奥中惇夫 |
| 53     | 10月04日       | 優勝旗はぼくらのものだ               | 上原正三 | 田中秀夫 |
| 54     | 10月11日       | 勝負を決めた一球                     | 上原正三 | 田中秀夫 |
| 55     | 10月18日       | ゼロからの出発                       | 鷺山京子 | 奥中惇夫 |
| 56     | 10月25日       | ぼくは野球が憎い                     | 上原正三 |          |
| 57     | 11月01日       | さようなら文三                       | 上原正三 | 小笠原猛 |
| 58     | 11月08日       | チームを飛び出した二人               | 鷺山京子 | 小笠原猛 |
| 59     | 11月15日       | 100パーセント片思い                  | 上原正三 | 奥中惇夫 |
| 60     | 11月22日       | ユニホームは君のものだ               | 上原正三 | 田中秀夫 |
| 61     | 11月29日       | ミルクと松葉杖の少女                 | 富田祐弘 | 田中秀夫 |
| 62     | 12月06日       | 腹ペコ大作戦                         | 鷺山京子 | 奥中惇夫 |
| 63     | 12月13日       | イチャモンの一の子分                 | 鷺山京子 | 田中秀夫 |
| 64     | 12月20日       | サンタの贈りものは？！               | 上原正三 | 田中秀夫 |
| 65     | 12月27日       | ナミダ涙の大力走                     | 富田祐弘 | 小笠原猛 |
| 66     | 1982年01月10日 | 初笑いかくし芸大会                   | 鷺山京子 | 小笠原猛 |
| 67     | 1月17日        | なめんなよ！俺たちゃ家出だァ         | 富田祐弘 | 奥中惇夫 |
| 68     | 1月24日        | びっくり花のテスト生                 | 上原正三 | 奥中惇夫 |
| 69     | 1月31日        | ポパイとサッチンに魔の手がのびる！？ | 上原正三 | 奥中惇夫 |
| 70     | 2月07日        | 鬼コーチの恋人戦争                   | 上原正三 | 田中秀夫 |
| 71     | 2月14日        | めちゃめちゃバレンタインデー         | 鷺山京子 | 田中秀夫 |
| 72     | 2月21日        | 合格危うし！ポパイ大スランプ！！     | 上原正三 | 田中秀夫 |
| 73     | 2月28日        | モーレツ！三人官女の怒り             | 鷺山京子 | 小笠原猛 |
| 74     | 3月07日        | ポパイの背中はなぜか春風             | 上原正三 | 小笠原猛 |
| 75     | 3月14日        | セーラー服ときかん坊                 | 富田祐弘 | 小笠原猛 |
| 76     | 3月21日        | そしてチームは解散した               | 上原正三 | 田中秀夫 |
| 77     | 3月28日        | 赤がえるのめざす道                   | 上原正三 | 田中秀夫 |

## 放映ネット局
系列は当時の系列。
| 放送対象地域          | 放送局             | 系列                                         | ネット形態                           | 備考                                                                              |
| --------------------- | ------------------ | -------------------------------------------- | ------------------------------------ | --------------------------------------------------------------------------------- |
| 関東広域圏            | テレビ朝日         | テレビ朝日系列                               | 制作局 （『それゆけ!～』第52話まで） |                                                                                   |
| 近畿広域圏            | 朝日放送           | テレビ朝日系列                               | 制作局 （『それゆけ!～』第53話より） | 現：朝日放送テレビ                                                                |
| 北海道                | 北海道テレビ       | テレビ朝日系列                               | 同時ネット                           |                                                                                   |
| 青森県                | 青森放送           | 日本テレビ系列 テレビ朝日系列                | 遅れネット                           | 月曜 19:00 - 19:30に放送                                                          |
| 宮城県                | 東日本放送         | テレビ朝日系列                               | 同時ネット                           | [ 15 ]                                                                            |
| 山形県                | 山形テレビ         | フジテレビ系列 テレビ朝日系列                | 遅れネット                           | 「がんばれ!」のみ                                                                 |
| 山形県                | 山形放送           | 日本テレビ系列 テレビ朝日系列                | 同時ネット                           | 「それゆけ!」のみ                                                                 |
| 福島県                | 福島中央テレビ     | 日本テレビ系列 テレビ朝日系列                | 遅れネット                           | 1981年9月まで。水曜 19:00 - 19:30に遅れネット                                     |
| 福島県                | 福島放送           | テレビ朝日系列                               | 同時ネット                           | 1981年10月開局から                                                                |
| 新潟県                | 新潟放送           | TBS系列                                      | 遅れネット                           |                                                                                   |
| 長野県                | 信越放送           | TBS系列                                      | 遅れネット                           | 「がんばれ!」のみ                                                                 |
| 長野県                | テレビ信州         | 日本テレビ系列 テレビ朝日系列                | 同時ネット                           | 1980年10月開局から 第52話で打ち切り                                               |
| 静岡県                | 静岡けんみんテレビ | テレビ朝日系列                               | 同時ネット                           | 現：静岡朝日テレビ、1978年7月開局から                                             |
| 中京広域圏            | 名古屋テレビ       | テレビ朝日系列                               | 同時ネット                           |                                                                                   |
| 富山県                | 北日本放送         | 日本テレビ系列                               | 遅れネット                           | 「がんばれ!」は1979年に月曜 - 金曜 17:30 -18:00の帯放送                           |
| 石川県                | 石川テレビ         | フジテレビ系列                               | 遅れネット                           | 「がんばれ!」を1979年末に月曜 - 木曜 16:00 - 16:30にて遅れネット                  |
| 福井県                | 福井テレビ         | フジテレビ系列                               | 遅れネット                           |                                                                                   |
| 岡山県                | テレビ岡山         | フジテレビ系列 テレビ朝日系列                | 同時ネット                           | 現：岡山放送、「がんばれ!」のみ 当時の放送エリアは岡山県のみ                      |
| 香川県 →香川県 岡山県 | 瀬戸内海放送       | テレビ朝日系列                               | 同時ネット                           | 「がんばれ!」は香川県のみ放送 「それゆけ!」は電波相互乗り入れにより岡山県でも放送 |
| 広島県                | 広島ホームテレビ   | テレビ朝日系列                               | 同時ネット                           |                                                                                   |
| 山口県                | 山口放送           | 日本テレビ系列 テレビ朝日系列                | 遅れネット                           |                                                                                   |
| 高知県                | テレビ高知         | TBS系列                                      | 遅れネット                           |                                                                                   |
| 福岡県                | 九州朝日放送       | テレビ朝日系列                               | 同時ネット                           |                                                                                   |
| 熊本県                | テレビ熊本         | フジテレビ系列 日本テレビ系列 テレビ朝日系列 | 遅れネット                           |                                                                                   |
| 宮崎県                | 宮崎放送           | TBS系列                                      | 遅れネット                           |                                                                                   |
| 鹿児島県              | 鹿児島テレビ       | フジテレビ系列 日本テレビ系列 テレビ朝日系列 | 遅れネット                           |                                                                                   |

## 映像ソフト化
「レッドビッキーズ」2シリーズのうち、『がんばれ!～』については全話収録のDVDが、2005年10月21日から2006年4月21日にかけてリリースされた（全4巻、各巻2枚組、12話収録）。
発売開始に際して開かれた発表会見には、江咲令子監督役の林寛子、石黒コーチ役の日吉としやすの他、レッドビッキーズの元選手（古川聡、古見則彦、鈴木雅之、大柴学、加藤森士、平井公彦）も登場。その際撮影された宣伝ビデオ（林単独、日吉単独、古川・古見・平井組、鈴木・大柴・加藤組の4種類）はDVDにも特典映像として収録された他、彼らによる座談会も特典としてブックレットに収録されている。また同時期には、林と鈴木、そして増田康好の3人を交えた座談会も、「東映ヒロインMAX 2005 Vol.2」（辰巳出版）に掲載された。
この他、2008年7月21日発売の「石ノ森章太郎 生誕70周年 DVD-BOX」に、両作品の第1話が収録されている。